# حضارة سينتاشتا
حضارة سينتاشتا (بالإنجليزية: The Sintashta culture)، وتُعرف أيضًا بحضارة سينتاشتا – بيتروفكا، أو سينتاشتا – أكرايم، هي حضارة أثرية من العصر البرونزي الأوسط في السهوب الأوراسية الشمالية على حدود أوروبا الشرقية وآسيا الوسطى، حُدد تاريخها إلى الفترة بين 2200 – 1800 ق.م، أو 2400 – 1800 كما كشفت البحوث الحديثة. سُميت الحضارة تيمنًا بموقع سينتاشتا الأثري في أوبلاست تشيليابنسك، روسيا.
يُعتقد أن حضارة سينتاشتا تمثل هجرة شعوب حضارة الخزف المحزم ناحية الشرق. تُعتبر على نطاق واسع أصل اللغات الهندية الإيرانية. وُجدت أقدم عجلة حربية معروفة في مقابر سينتاشتا، وتُعتبر الحضارة واحدة من الحضارات المرشحة بقوة كأصل للتكنولوجيا التي انتشرت في جميع أصقاع العالم القديم ولعبت دورًا هامًا في الحرب القديمة. اشتُهرت مستوطنات سينتاشتا أيضًا بكثافة عمليات تعدين النحاس وميتالورجيا البرونز التي كانت تُجرى هناك، ما لم يكن اعتياديًا بالنسبة لحضارة سهوبية.

## أصلها
انبثقت حضارة سينتاشتا من تفاعل حضارتين سابقتين، هما حضارة بولتافكا وحضارة أباشيفو. بسبب صعوبة التعرف على بقايا مواقع سينتاشتا تحت هاته المستوطنات الأخيرة، لم تُميز الحضارة عن حضارة أندرونوفو إلا حديثًا. معترف بها الآن ككيان مستقل يشكل جزءًا من «أفق أندرونوفو». اقترحت نتائج دراسة وراثية نُشرت في مجلة نيتشر عام 2015 أن حضارة سينتاشتا قد بزغت نتيجة هجرة شعوب حضارة الخزف المحزم ناحية الشرق.
تقترح البيانات التشكّلية احتمال بزوغ حضارة سينتاشتا نتيجة مزج حدث بين أصل سهوبي من حضارتي بولتافكا وكاتاكومب، وأصل من صيادي وجامعي غابات العصر الحجري الحديث.
ظهرت أولى مستوطنات السينتاشتا نحو 2400 ق.م واستمرت حتى 1800 ق.م بتعداد سكاني يُقدر بين 200 و700 فرد في كل موقع، خلال فترة من التغير المناخي التي شهدت منطقة كازاخ السهبية القاحلة أصلًا تصبح أكثر برودة وجفافًا. تعاظمت أهمية الأراضي المنخفضة المستنقعية حول نهري الأورال وتوبول، التي كانت ملاجئ شتوية مفضلة سابقًا، كمناطق للنجاة. في ظل هذه الضغوط استوطن رعاة ماشية كل من البولتافكا والأباشيفو استيطانًا دائمًا في معاقل وادي النهر، متجنبين مواقع قمم التلال الأكثر قابلية للدفاع عنها. بحلول عام 2300 ق.م، استغلت مواقع العصر البرونزي الأوسط المرتبطة بمجموعات سينتاشتا وبيتروفكا الحضارية في شمال كازاخستان الماشية المحلية من أبقار وخراف وماعز إلى جانب الخيول وصيد حيوانات المنطقة في بعض الأحيان استغلالًا كثيفًا.
كان سلفها المباشر في سهوب الأورال والتوبول حضارة بولتافكا، فرع من حضارة يامنايا رعاة الماشية انتقل شرقًا إلى المنطقة بين 2800 و2600 ق.م. بُنيت عدة قرى لسينتاشتا فوق مستوطنات لبولتافكا أقدم منها أو قريبًا من مقابر بولتافكية، وزخارف بولتافكا دارجة في خزفيات سينتاشتا.

تظهر ثقافة سينتاشتا المادية تأثير حضارة أباشيفو اللاحقة، الناشئة عن حضارة فاتيانوفو بالانوفو، وهي مجموعة من مستوطنات شعوب الخزف المحزم في منقطة الغابة السهبية شمال منطقة سينتاشتا كانت تسيطر عليها الزراعة الرعوية أيضًا.

موقع أركايم الأثري
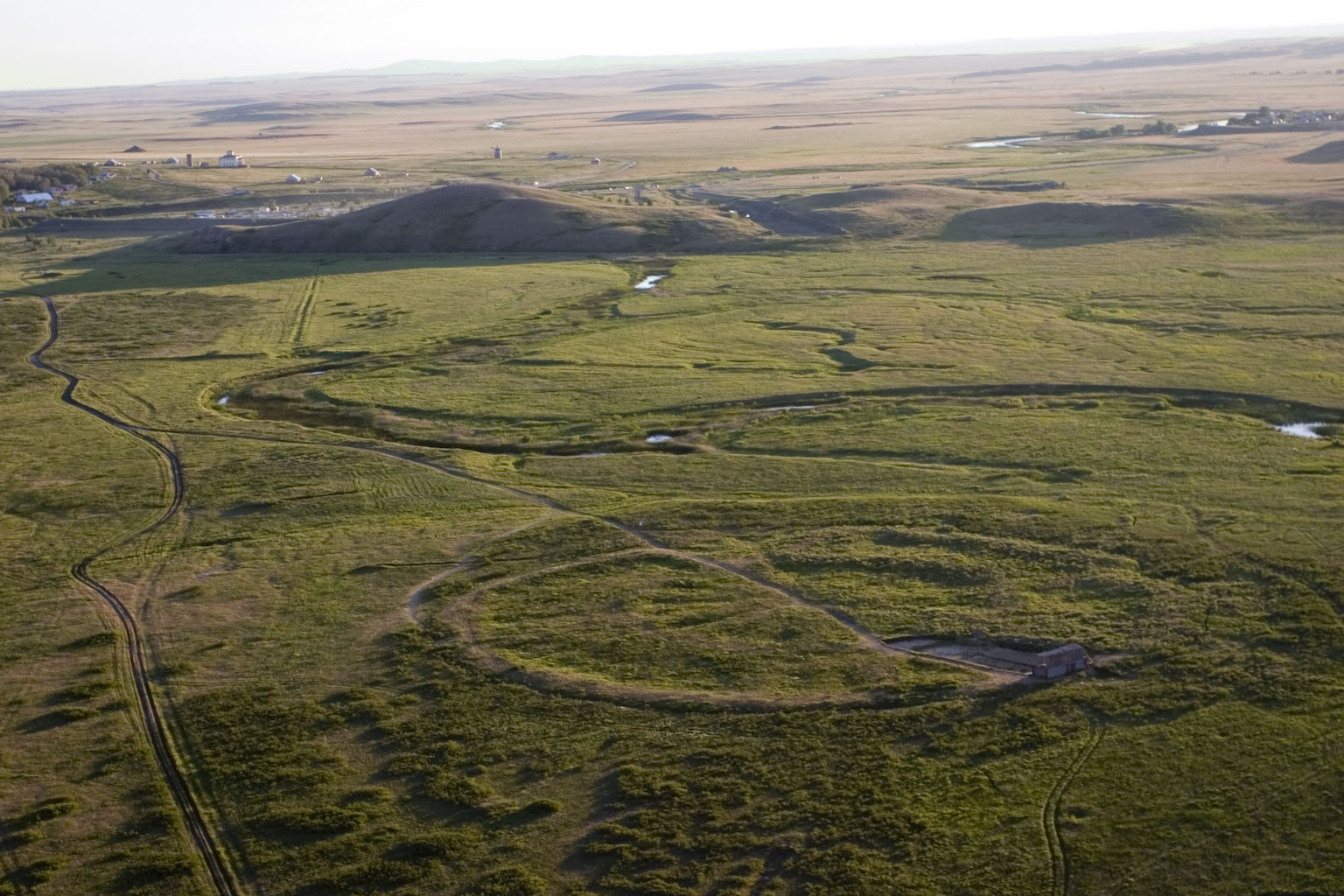
منظر لموقع أركايم والمناظر الطبيعية المحيطة به.
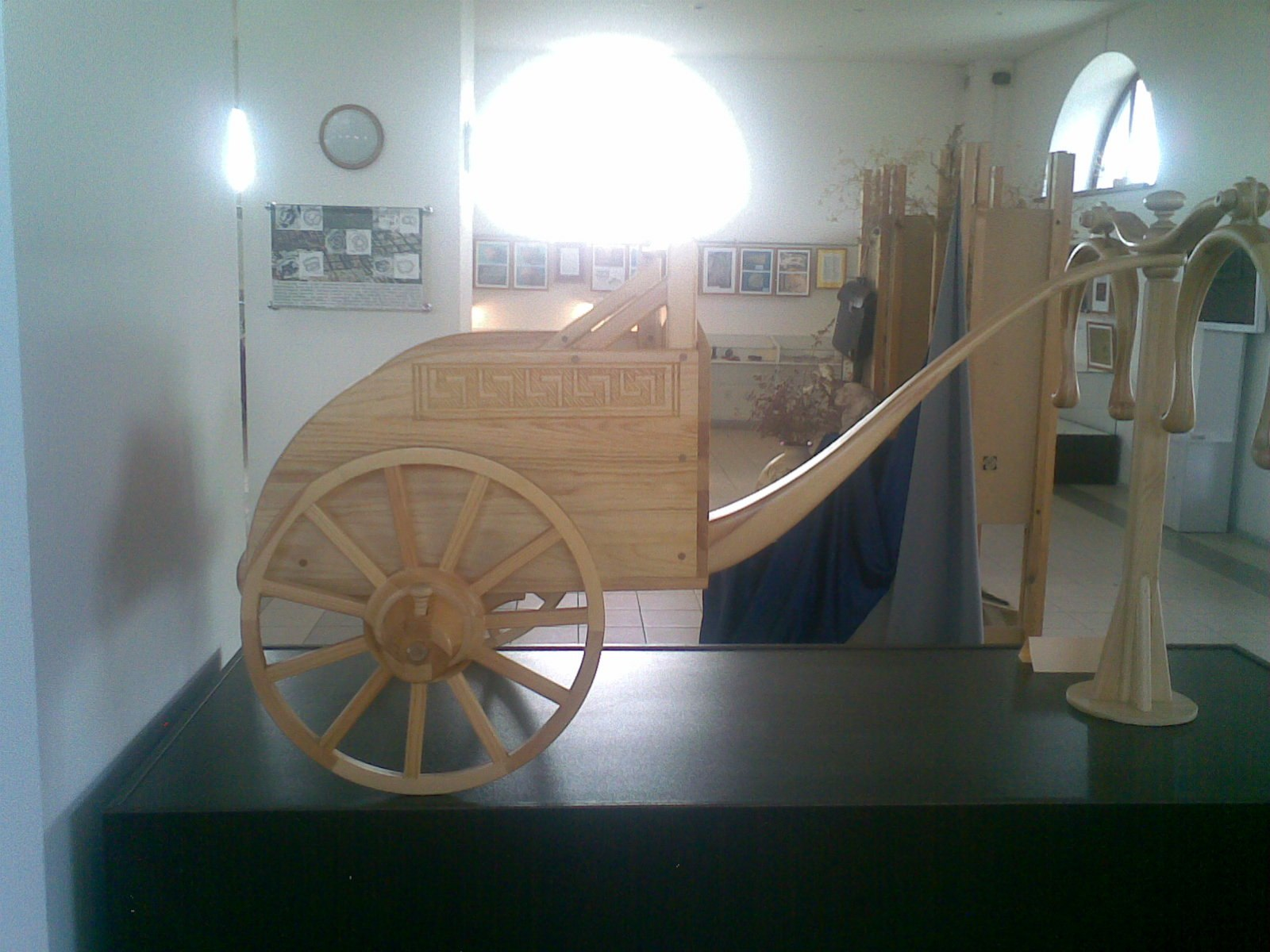
نموذج عجلة حربية، متحف أركايم.
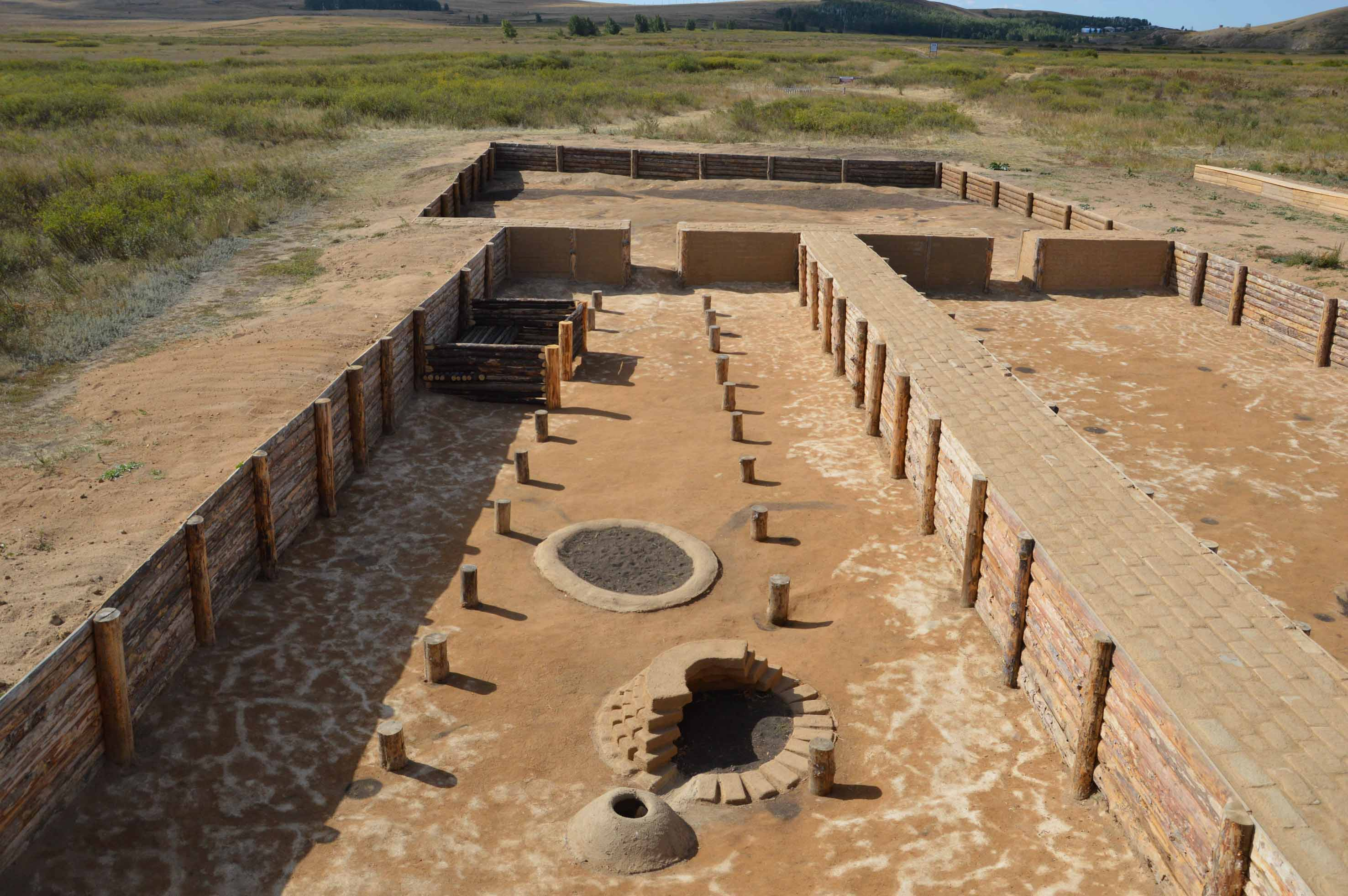
أعمال التنقيب وإعادة البناء الجزئي للمبنى.

## مجتمعها

### هويتها اللغوية
يُعتقد أن شعب حضارة سينتاشتا كان يتحدث اللغة الهندية الإيرانية الأولية، وهي سلف عائلة اللغات الهندية الإيرانية. هذا الربط مبني بصورة أساسية على أوجه الشبه بين أقسام من الريجفدا، وهو نص ديني هندي يتضمن تراتيل هندية إيرانية قديمة مدونة بالسنسكريتية الفيدية، إلى جانب الطقوس الجنائزية السينتاشتية كما كشفت الآثار. لوحظ العديد من التشابهات الثقافية مع سينتاشتا في اسكندنافيا في العصر البرونزي الشمالي.